# Diospyros
Diospyros é um género botânico pertencente à família Ebenaceae, com mais de  700 espécies de árvores e arbustos de folhagem caduca ou perene. A maioria é nativa dos trópicos, com apenas algumas espécies  estendendo-se para regiões temperadas. Algumas das espécies individuais são  valorizadas por sua madeira dura, pesada e escura, são comumente conhecidas como árvores de ébano, enquanto outras são valorizadas por suas frutas e conhecidas como árvores de caqui ou diospireiros. Alguns são principalmente  ornamentais e muitas são de importância ecológica local.

## Espécies
- D. abyssinica
- D. acris
- D. armata

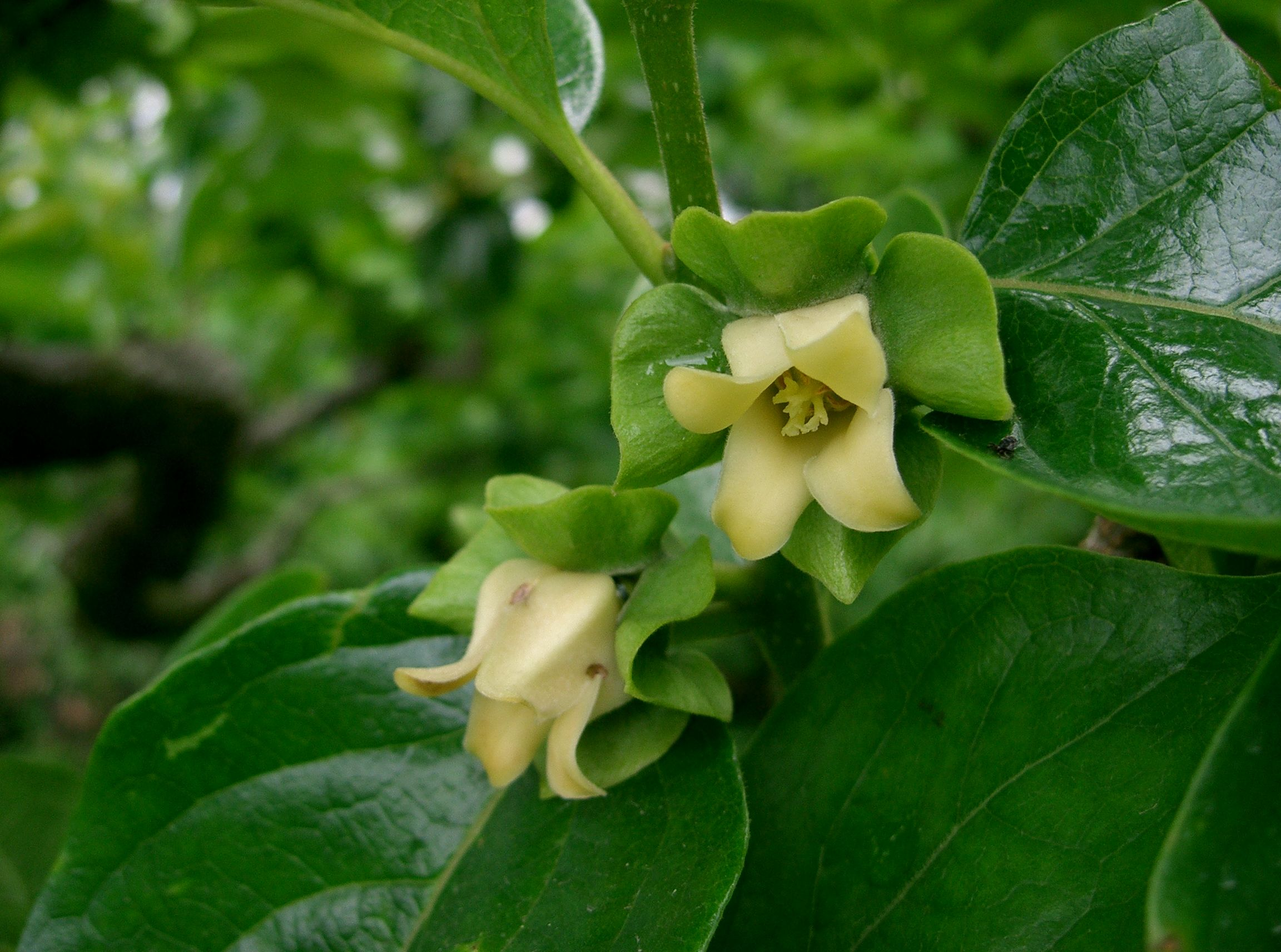
Flores de P. kaki

- D. australis Costa lesteda Austrália
- D. canaliculata (sinónimos D. cauliflora, D. xanthochlamys)
- D. celebica
- D. chloroxylon
- D. crassiflora
- D. confertifolia. Sudoeste asiático
- D. digyna. Nativo do México, fruto tem pele verde e polpa branca em verde e fica preto quando maduro
- D. discolor. Nativo das Filipinas. Vermelho vivo quando maduro
- D. ebenaster
- D. ebenum (sin. D. hebecarpa). Ébano. Uma árvore com madeira muito dura de cor negra
- D. fasciculosa Austrália
- D. fischeri (syin. Royena fischeri)
- D. insularis
- D. kaki Caqui A espécie mais cultivada, pelo seu fruto delicioso. Esta espécie, nativa da China, é decídua, com folhas largas e rígidas
- D. kurzii
- D. lanceifolia Sudoeste asiático
- D. lotus Diospiro Nativa do sudoeste asiático e sudoeste da Europa. Conhecido pelos antigos gregos como "o fruto dos deuses", i.e., dios pyros, de onde o nome científico do género
- D. mabacea
- D. macrocalyx (sins. D. loureiroana, Royena macrocalyx)
- D. major Costa leste da Austrália
- D. marítima
- D. melanoxylon As folhas desta espécie são colhidas na Índia para fazer cigarros
- D. mespiliformis
- D. multiflora
- D. pavonii
- D. pentamera
- D. samoensis
- D. sandwicensis. Endémico do Havaí
- D. siamang (sin. D. elliptifolia)
- D. subrotata
- D. texana Diospiro-do-texas
- D. trichophylla (sin. D. pruriens)
- D. villosa (sin. Royena villosa)
- D. virginiana Nativo do leste da América do Norte
- D. malhanya